# Axinella ventilabrum
Axinella ventilabrum är en svampdjursart som beskrevs av Burton 1959. Axinella ventilabrum ingår i släktet Axinella och familjen Axinellidae. Inga underarter finns listade i Catalogue of Life.